# Euxoa deserta
Euxoa deserta is een vlinder uit de familie uilen (Noctuidae). De wetenschappelijke naam is voor het eerst geldig gepubliceerd in 1870 door Staudinger.
De soort komt voor in Europa.